# Odontomachus sumbensis
Odontomachus sumbensis is een mierensoort uit de onderfamilie van de Ponerinae. De wetenschappelijke naam van de soort is voor het eerst geldig gepubliceerd in 1976 door Brown.